# Julian Brun

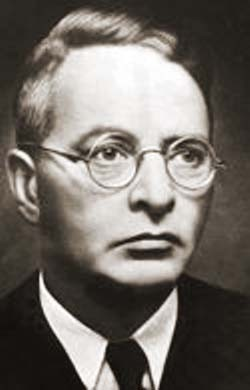
Chân dung Julian Brun

Julian Brun (sinh ngày 21 tháng 4 năm 1886 tại Warsaw, mất ngày 28 tháng 4 năm 1942 tại Saratov) là nhà báo, nhà phê bình văn học Ba Lan-Liên Xô. Ông là nhà hoạt động dân chủ xã hội (Nền dân chủ xã hội Vương quốc Ba Lan và Lít-va, SDKPiL) và người theo chủ nghĩa cộng sản (Đảng Cộng sản Ba Lan).

## Tiểu sử
Năm 1902, Julian Brun bị đuổi khỏi trường trung học cơ sở vì tham gia biểu tình. Năm 1903, ông gia nhập Liên minh Thanh niên Xã hội Chủ nghĩa, đồng biên tập tạp chí "Ruch". Tháng 2 năm 1904, ông bị bắt vì hoạt động chính trị và được trả tự do vào tháng 5 do thiếu bằng chứng. Ông tiếp tục bị bắt trong một cuộc biểu tình xã hội chủ nghĩa tại Quảng trường Grzybowski ở Warszawa vào ngày 13 tháng 11 năm 1904 và bỏ tù tại Pawiak và Thành Warszawa. Từ năm 1905, ông là thành viên của Nền dân chủ xã hội Vương quốc Ba Lan và Lít-va, hoạt động ở Warszawa, Lublin và Zagłębie Dąbrowskie. Tháng 11 năm 1905, ông thành viên của Hội đồng cấp huyện SDKPiL ở Praga. Năm 1906, Julian Brun đến Parisnghiên cứu xã hội học tại Sorbonne. Năm 1908, ông kết hôn với họa sĩ người Anh Mary Houghton. Mùa thu năm 1912, ông đến Kraków, kết hôn với Stefania Unszlicht, em gái của Józef Unszlicht. Mùa xuân năm 1913 đến năm 1919, ông sống vào làm việc Bulgaria.
Sau khi trở về Ba Lan vào năm 1919, Julian Brun tham gia Đảng Cộng sản Ba Lan. Từ Hội nghị lần 3 của Ban Chấp hành Trung ương Đảng Cộng sản Tây Belarus, ông là Ủy viên Ban Chấp hành. Từ năm 1935 đến năm 1938, ông là Ủy viên Bộ Chính trị Ban Chấp hành Trung ương Đảng Cộng sản Liên Xô. Ông là Đại biểu tham dự Đại hội VI của Đệ Tam Quốc tế vào mùa hè năm 1928 tại Mát-xcơ-va và Đại hội VII của Đệ Tam Quốc tế vào tháng 7-8 năm 1935 tại Mát-xcơ-va.
Năm 1925 Julian Brun bị kết án 8 năm tù  vì theo cộng sản. Trong nhà tù Mokotów, ông viết bài phê bình văn học "Bi kịch của Stefan Żeromski về những sai lầm". Bài phê bình xuất bản trên tạp chí Skamander, tác phẩm đóng một vai trò quan trọng trong việc định hình cánh tả xã hội của những năm 1920 và 1930. Ông được trả tự do vào năm 1926, sau đó đến  Mát-xcơ-va trong khuôn khổ cuộc trao đổi tù nhân chính trị với Liên Xô. Với tư cách là phóng viên của cơ quan báo chí Liên Xô TASS, ông đã đi du lịch nhiều nơi, ví dụ: đến Paris và Viên.
Vào mùa hè năm 1936, Julian Brun được cử đến Bruxellles. Trong những năm 1936–1938, ông biên tập "Przegląd", "Biblioteka Popularna", " Dziennik Popular ", "Nowy Przegląd" . Ông bắt giam tại Bỉ vào tháng 5 năm 1940 và chuyển đến trại Saint-Cyprien ở Pháp. Sau khi vượt ngục thành công vào tháng 9, ông sinh sống Martizay, sau đó chuyển đến Grenoble. Vào tháng 6 năm 1941, ông lên đường sang Liên Xô cùng với các nhân viên sơ tán của đại sứ quán Liên Xô ở Vichy. Ông làm việc trong tòa soạn tiếng Ba Lan các nhà xuất bản quốc tế ở Mátxcơva, sau đó ở tòa soạn tiếng Ba Lan của đài phát thanh Saratov. Ông vẫn làm báo và xuất bản tập tài liệu Ziemie Polskie dưới ách thống trị của Đức (Ziemie polskie pod jarzmem niemieckim). Julian Brun qua đời tại Saratov ngày 28 tháng 4 năm 1942.
Ông là một trong những người đầu tiên trong ĐCS nêu ra khẩu hiệu coi Liên Xô là "quê hương duy nhất của công nhân và nông dân trên toàn thế giới", được tuyên truyền bởi Đệ Tam Quốc tế từ năm 1928 và vẫn trung thành với khẩu hiệu đó ngay cả sau khi chính thức thay đổi đường lối tư tưởng.
Năm 1929, ông kết hôn với Eugenia Hejman, em gái của Mieczysław Hejman. Trước đó ông đã kết hôn với Stefania Unszlicht, em gái của Józef và Julian Unszlicht. Em gái của ông là nhà văn Helena Bobińska.

## Kỷ niệm
Tại Cộng hòa Nhân dân Ba Lan, Julian Bruno được đặt tên cho tòa nhà từng là cung điện Wołowski tọa lạc tại 3-5 phố Foksal)  và ông là người bảo trợ một trong những giải thưởng báo chí chính dành cho các nhà báo trẻ do Hội Nhà báo Ba Lan trao tặng . Ông cũng là nhà bảo trợ cho nhiều trường tiểu học ở Skołyszyn.
Năm 1962, một con phố ở quận Mokotów của Warszawa được đặt theo tên của Julian Bruno . Tên phố được thay đổi vào năm 2017 .

## Ấn phẩm
- Bi kịch của Stefan Żeromski về những sai lầm (1926)
- Vấn đề Quốc gia trong Cách mạng và Phản Cách mạng (1936),
- Đóng góp cho vấn đề quốc gia
- La naissance de l'armee nationale (1789–1794) dưới bút danh Jules Leverrie (1939).
- Những bức thư chọn lọc Lưu trữ ngày 6 tháng 3 năm 2016 tại Wayback Machine (1956).
- Thống nhất đất nước và nội chiến, BUS, Cracow 1992, ISBN 83-85658-05-X.